# Gabriela Mistral
Gabriela Mistral, pseudonym for Lucila de María del Perpetuo Socorro Godoy Alcayaga (født 7. april 1889, død 10. januar 1957) var en chilensk poet, diplomat og feminist. Hun var den første sydamerikaner der vandt Nobelprisen i litteratur, som hun modtog i 1945. 
De centrale emner i hendes poesi er kærlighed, moderkærlighed og smertelige personlige oplevelser.